# Полет 112 на „Памир Еъруейс“
Полет 112 на „Памир Еъруейс“ е редовен вътрешен пътнически полет от летище „Кундуз“, Кундуз, до международното летище „Кабул“, Кабул, Афганистан, управляван от „Памир Еъруейс“. На 17 май 2010 г. самолетът „Антонов Ан-24“, който изпълнява полета, се разбива в прохода Саланг, на 100 км северно от международното летище в Кабул, със скорост от приблизително от 400 km/h. Докладваните метеорологични условия в района са описани като лоши, с валежи от сняг. В катастрофата загиват всички 39 пътници и 5 члена на екипажа на борда.
Разследването и докладът за произшествието установяват, че причината за инцидента е неспособността на капитана да поддържа достатъчно разстояние от терена. Екипажът се свързва с контрола на въздушното движение, за да поиска разрешение за спускане, но искането е отказано и екипажът решава да се спусне независимо от това. Контролът на въздушното движение не предупреждава екипажа, че се спуска твърде бързо и опасно. Освен това екипажът разчита погрешно сигналите на системата за предупреждение за близост до земята или поради езикови проблеми, или поради предишни фалшиви предупреждения.